# ジョン・シモンズ (衣服製造業者)

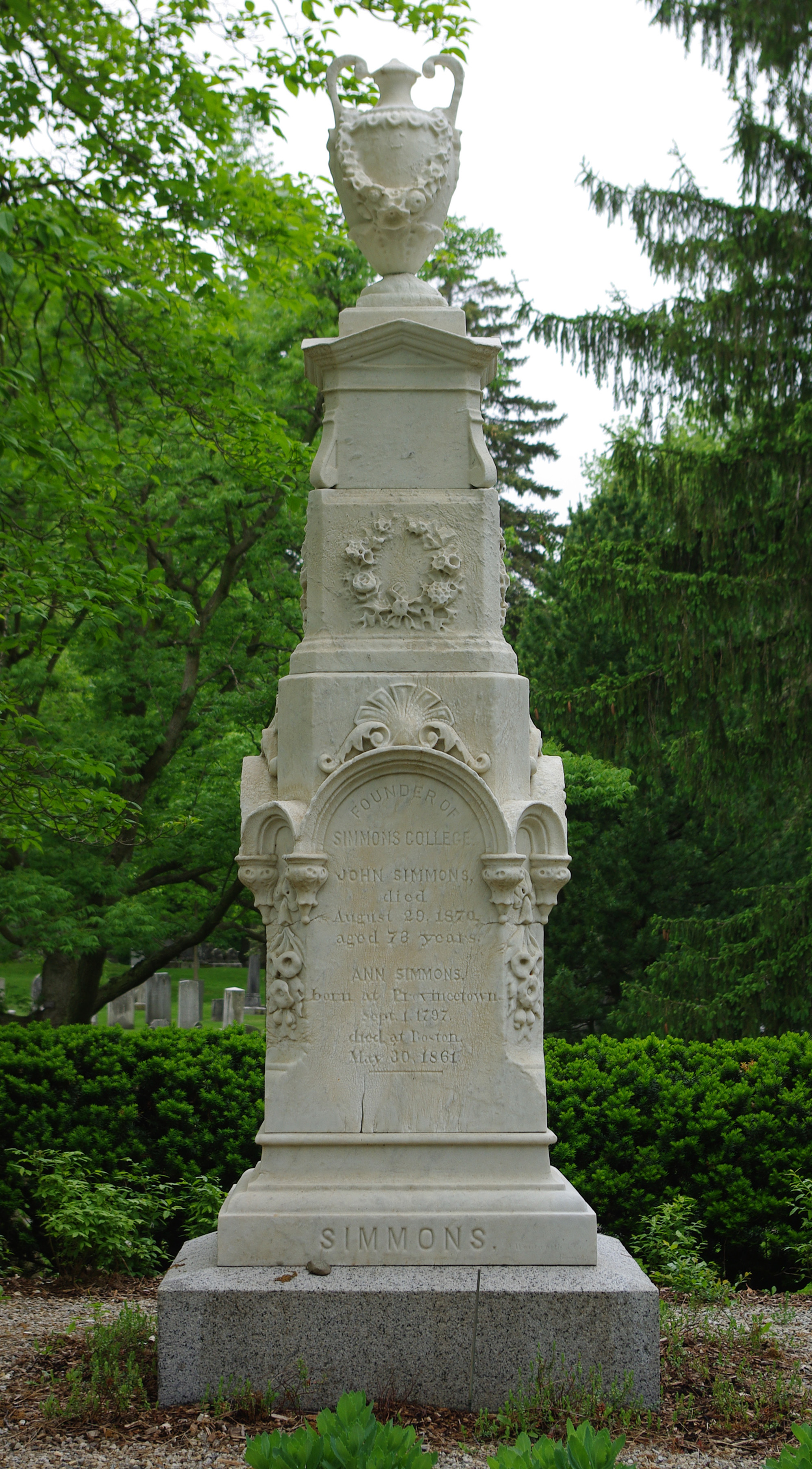
マウント・オーバーン墓地にあるジョン・シモンズの墓標。

ジョン・シモンズ（John Simmons、1796年10月30日 - 1870年8月29日）は、アメリカ合衆国における衣服製造業の先駆者であり、リベラル・アーツ系の女子大学として知られるマサチューセッツ州ボストンのシモンズ大学（大学院は男女共学）の創設者である。
ロードアイランド州リトルコンプトンに生まれ、家族の所有する農場で育った。十代のとき、仕立て屋となっていた兄を頼ってボストンへ赴き、同業となった。仕立て屋として働きながら、ジョン・シモンズは、顧客の多くが同じようなサイズの衣服を必要としていることに気づき、ありがちなサイズの衣服を予め作り置きしておくことを着想した。
こうして彼は、標準的な大きさの既製服（レディ＝トゥ＝ウエア）を生み出すという革新者となった。
南北戦争が終わるころには、彼は国中で最大の衣服製造業者になっていた。衣服製造業から得た利益を元手に、彼は不動産投資家へと転身し、遂にはボストンのフィナンシャル・ディストリクトの大部分を所有するに至った。
1870年にシモンズが死去したとき、その遺言によって「シモンズ女子大学 (Simmons Female College) と称される機構を創設、運営し、医学、音楽、絵画、デザイン、通信技術、その他の学芸、科学、産業技術などを、そこに学ぶ者が独立した生計を営めるよう、最善の形に構成することを目標とする」ために遺産が使われることとなった。
大学の設立は、1872年のボストン大火によって、遺産の大部分が焼失したことにより、遅れることとなった。被害からの復興には多年を要し、ようやく1899年になって大学設立が実現した。その後、この大学はシモンズ大学 (Simmons College) と称されるようになった。